# Cantabrina erecta
Cantabrina erecta är en svampdjursart som beskrevs av Ferrer-Hernandez 1914. Cantabrina erecta ingår i släktet Cantabrina och familjen Raspailiidae. Inga underarter finns listade i Catalogue of Life.